# Eerste nationale herenhandbal 1958/59
De eerste nationale 1958/59 was het tweede seizoen in de hoogste herendivisie in het Belgische handbal.

## Opzet
De eerste nationale doen er achtteams aan mee die in een heen en terugronde tegen elkaar spelen .
- Wie na 14 wedstrijden op de eerste plaats eindigt kroont zich als landskampioen van België. Daarnaast plaats het team zich voor de Europa Cup.
- De nummer 7 en 8 degraderen naar de tweede nationale.

## Teams
| Ploeg                    | Plaats            | Provincie       |
| ------------------------ | ----------------- | --------------- |
| Gendarmerie de Bruxelles | Brussel           | Brussel         |
| Geuzen                   | Antwerpen         | Antwerpen       |
| JS Herstal               | Herstal           | Luik            |
| Jupille HBC              | Jupille-sur-Meuse | Luik            |
| K Lyra                   | Lier              | Antwerpen       |
| ROC Flémalle             | Flémalle          | Luik            |
| Sparta Aalst             | Aalst             | Oost-Vlaanderen |
| Union Beynoise           | Beyne-Heusay      | Luik            |

## Stand
| Pos | Club                     | Wed | W  | G | V  | Ptn | DT  | DV  | +/−  | Opmerking                           |
| --- | ------------------------ | --- | -- | - | -- | --- | --- | --- | ---- | ----------------------------------- |
| 1   | ROC Flémalle             | 14  | 14 | 0 | 0  | 28  | 374 | 85  | +289 | Landskampioen                       |
| 2   | Union Beynoise           | 14  | 12 | 0 | 2  | 24  | 212 | 127 | +85  |                                     |
| 3   | Gendarmerie de Bruxelles | 14  | 7  | 1 | 6  | 15  | 199 | 207 | -8   |                                     |
| 4   | K Lyra                   | 14  | 7  | 0 | 7  | 14  | 187 | 198 | -11  |                                     |
| 5   | JS Herstal               | 14  | 6  | 0 | 8  | 12  | 178 | 178 | 0    |                                     |
| 6   | Jupille HBC              | 14  | 5  | 1 | 8  | 11  | 146 | 85  | +61  |                                     |
| 7   | Geuzen                   | 14  | 4  | 0 | 10 | 8   | 88  | 182 | -94  | Degradeert naar de tweede nationale |
| 8   | Sparta Aalst             | 14  | 0  | 0 | 14 | 0   | 85  | 302 | -217 | Degradeert naar de tweede nationale |

|              |
| ROC Flémalle |
| 2de titel    |